# Rzgów (gemeente in powiat Łódzki wschodni)
De gemeente Rzgów is een stad- en landgemeente in het Poolse woiwodschap Łódź, in powiat Łódzki wschodni.
De zetel van de gemeente is in Rzgów.
Op 30 juni 2004 telde de gemeente 8950 inwoners.

## Oppervlakte gegevens
In 2002 bedroeg de totale oppervlakte van gemeente Rzgów 65,97 km², waarvan:
- agrarisch gebied: 85%
- bossen: 5%

De gemeente beslaat 13,21% van de totale oppervlakte van de powiat.

## Demografie
Stand op 30 juni 2004:
| Omschrijving                   | Totaal | Totaal | Vrouwen | Vrouwen | Mannen | Mannen |
| ------------------------------ | ------ | ------ | ------- | ------- | ------ | ------ |
| eenheid                        | aantal | %      | aantal  | %       | aantal | %      |
| inwoners                       | 8950   | 100    | 4576    | 51,1    | 4374   | 48,9   |
| bevolkingsdichtheid (inw./km²) | 135,7  | 135,7  | 69,4    | 69,4    | 66,3   | 66,3   |

In 2002 bedroeg het gemiddelde inkomen per inwoner 1882,74 zł.

## Administratieve plaatsen (sołectwo)
Bronisin Dworski, Czyżeminek, Gospodarz, Grodzisko-Konstantyna, Guzew-Babichy, Huta Wiskicka-Tadzin, Kalinko, Kalino, Prawda, Romanów, Stara Gadka, Starowa Góra.

## Aangrenzende gemeenten
Brójce, Ksawerów, Łódź, Pabianice, Tuszyn